# Boldklubben Fremad Amager
Il Boldklubben Fremad Amager (meglio conosciuto come Fremad Amager), è una società calcistica con sede ad Amager, isola danese, parte della quale occupata dalla capitale Copenaghen.
Fondata nel 1910, attualmente gioca nella Københavnsserien, categoria su base regionale posta al quinto livello nazionale. Ha partecipato a 20 edizioni del massimo campionato danese e raggiunto una finale di Coppa di Danimarca, nella stagione 1971/72. Pur sconfitta per 2-0 dal Vejle Boldklub all'ultimo atto della competizione, ha potuto accedere alla successiva edizione della Coppa delle Coppe poiché il Vejle si era laureato anche campione nazionale, guadagnandosi la partecipazione alla Coppa dei Campioni.
L'avventura nel torneo europeo si è tuttavia interrotta già al primo turno, a causa dell'eliminazione per mano della compagine albanese del Besa Kavajë in virtù della regola dei gol fuori casa.
Il 1º luglio 2008, pochi giorni dopo aver conquistato la promozione in 1. Division (seconda serie nazionale) è andata a formare, insieme ai club Dragør Boldklub, Kastrup Boldklub e Kløvermarken FB una sovrastruttura denominata Football Club Amager, andata in bancarotta il 30 marzo 2009, solamente 8 mesi dopo la costituzione.

## Fremad Amager nelle Coppe europee
| Stagione | Torneo            | Turno      | Nazione            | Club        | Andata | Ritorno | Totale   |
| -------- | ----------------- | ---------- | ------------------ | ----------- | ------ | ------- | -------- |
| 1972-73  | Coppa delle Coppe | Sedicesimi | Albania (bandiera) | Besa Kavajë | 1-1    | 0-0     | 1-1(gfc) |

In grassetto le gare casalinghe.

## Palmarès

### Competizioni nazionali
- 2. Division: 1

1991

### Altri piazzamenti
- Campionato danese:

Terzo posto: 1946-1947
- Coppa di Danimarca:

Finalista: 1972